# Долливуд
Долливуд (англ. Dollywood) — тематический парк, названный в честь американской певицы кантри Долли Партон, и принадлежащий ей и корпорации Herschend Family Entertainment. Парк расположен в городе Пиджен-Фордж в штате Теннесси, США.
Парк был основан в 1961 году, и в нём первоначально находилась только железная дорога и несколько магазинов. В 1976 году парк был выкуплен корпорацией Herschend Family Entertainment, а после того, как в 1986 году совладельцем парка стала Долли Партон, он приобрел название Долливуд. Парк открыт с ранней весны до Рождества и его ежегодно посещают около 2,5 млн человек. Долливуд разделён на 10 тематических областей, каждая из которых представляет собой определённый этап истории или культуры штата Теннесси. Также в парке проводятся пять различных фестивалей, среди которых Национальный, Детский и Рождественский.
В 2010 году парк получил награду Applause Award, которая присуждается лучшим паркам аттракционов в мире.

## Долливуд в поп-культуре
- Друзья — сезон 7, эпизод 2 — Моника спрашивает у Чендлера, на что его родители тратили свои свободные деньги, а Чендлер отвечает, что его отец все свои свободные деньги тратит на ежегодные поездки в Долливуд.
- Американский папаша! — сезон 2, эпизод 10 — в течение серии Роджер пытается собрать 50 млн долларов, чтобы купить Долливуд.
- Бывает и хуже — сезон 8, эпизод 2 — Сью рассказывает, что летом отыграла 14,5 спектаклей в Долливуде (в оригинале — в роли Девушки из колодца).
- Гриффины — сезон 15, серия 19 — Семья Гриффинов посещает Долливуд после возвращения из Мексики.
- Детство Шелдона - сезон 7, серия 7. Джорджи и Менди едут в Долливуд в свадебное путешествие, которое подарили им родители Менди.